# Villeneuve (Ain)
Villeneuve település Franciaországban, Ain megyében. Lakosainak száma 1603 fő (2022. január 1.). Villeneuve Ambérieux-en-Dombes, Ars-sur-Formans, Chaleins, Francheleins, Sainte-Olive, Saint-Trivier-sur-Moignans és Savigneux községekkel határos.

## Népesség
A település népessége az elmúlt években az alábbi módon változott:
| Lakosok száma | 689  | 733  | 845  | 1259 | 1421 | 1461 | 1501 | 1548 | 1562 | 1603 |
|               | 1968 | 1982 | 1990 | 2006 | 2013 | 2015 | 2017 | 2019 | 2020 | 2022 |